# Gabriela Potorac
Gabriela Potorac (Bákó, 1973. február 6. –) Európa-bajnok, olimpiai és világbajnoki ezüstérmes román tornász, edző.

## Életpályája
Öt éves korában kezdett tornázni a CS Bacău klubban, ahol edzői Marina és Mircea Bibire voltak. Dévára a román válogatottba kerülve pedig Adrian Goreac, Maria Cosma, Octavian Bellu és Adrian Stan edzették.

### Juniorként
1981 és 1984 között a román országos junior bajnokságokon első helyet ért el egyéni összetettben, ugrásban és felemás korláton is.
Első Junior Európa-bajnokságán, 1986-ban Karlsruheben felemás korláton szerzett bronzérmet. A következőn, 1988-ban Avignonban gerendán bajnok lett, egyéni összetettben és felemás korláton ezüst-, talajon pedig bronzérmet szerzett.

### Felnőttként

#### Országos eredmények
Bár még junior korú volt, 1984-ben felemás korláton felnőtt országos bajnoki címet nyert.

#### Nemzetközi eredmények
1988-ban egyéni összetettben az első helyen végzett az Arthur Gander Memorial versenyen.
Ugyancsak 1988-ban lett a Svájci Kupa győztese, illetve ért el ötödik helyet a McDonald's American Cupon.
Felnőtt Európa-bajnokságon egy alkalommal, 1989-ben Brüsszelben vett részt, ahol gerendán el is hódította a bajnoki címet.
Egyetlen felnőtt világbajnokságán 1989-ben Stuttgartban a csapattal (Daniela Silivaș, Aurelia Dobre, Cristina Bontaș, Eugenia Popa és Lăcrămioara Filip) ezüst-, gerendán pedig bronzérmet nyert, felemás korláton ötödik, ugrásban hatodik, egyéni összetettben pedig tizenhatodik helyen végzett.
Az 1988. évi nyári olimpiai játékok Szöulban a csapattal (Daniela Silivaș, Aurelia Dobre, Celestina Popa, Eugenia Golea és Camelia Voinea) és ugrásban ezüst-, gerendán bronzérmes lett, egyéni összetettben pedig a negyedik helyen végzett.

### Visszavonulása után
Visszavonulása után a Bukaresti Testnevelési és Sport Egyetemen diplomázott, majd a bukaresti Triumf klubban volt edző. 1993-ban Japánba költözött és edzőként tevékenykedett.

## Díjak, kitüntetések
A Román Torna Szövetség négy egymást követő évben (1986–1989) választotta be az év 10 legjobb női sportolója közé.
1989-ben Kiváló Sportolói címmel tüntették ki.
2000-ben megkapta a Román Nemzeti Érdemért Érdemérem első osztályát.